# Love + Fear
Love + Fear (estilizado en mayúsculas como LOVE + FEAR) es el cuarto álbum de estudio de la cantante galesa-griega MARINA, antes conocida como Marina and the Diamonds. Fue lanzado el 26 de abril de 2019. Es un álbum doble, además de ser su primer lanzamiento desde FROOT en 2015 e incluye el primer sencillo "Handmade Heaven". El álbum se anunció junto con una gira, que visitará el Reino Unido, Estados Unidos y Canadá, que comenzará en abril de 2019 y concluirá en octubre. El día 4 de abril de 2019, Marina anunció en su cuenta de Instagram que iba a publicar ese mismo día la primera parte de la colección: "LOVE".

## Antecedentes
Después del lanzamiento de Froot, Marina se tomó un descanso de las giras y colaboró con Clean Bandit en la canción "Disconnect", lanzada en junio de 2017, y "Baby", lanzada en noviembre de 2018. También eliminó la parte "and the Diamonds" de su nombre artístico, y lanzó el primer sencillo del álbum, "Handmade Heaven", en febrero de 2019.

## Promoción
El álbum se anunció en Instagram el 14 de febrero de 2019, y Marina reveló que se trata de "dos colecciones de 8 pistas que forman un conjunto". Lanzó dos portadas, una para cada colección de ocho canciones.

## Lista de canciones
Love + Fear – Love

| N.º | Título                                 | Escritor(es)                                                                                            | Productor(es)                              | Duración |  |
| 1.  | «Handmade Heaven»                      | Marina Diamandis                                                                                        | Joel Little                                | 3:29     |  |
| 2.  | «Superstar»                            | Marina Diamandis · Ben Berger · Ryan McMahon · Ryan Rabin                                               | Captain Cuts · Sam de Jong                 | 3:53     |  |
| 3.  | «Orange Trees»                         | Marina Diamandis · Erik Hassle · Jakob Jerlström · Oscar Görres                                         | Oscar Görres                               | 3:08     |  |
| 4.  | «Baby» (con Clean Bandit y Luis Fonsi) | Jack Patterson · Camille Purcell · Jason Evigan · Marina Diamandis · Matthew Hammett Knott · Luis Fonsi | Jack Patterson · Grace Chatto · Mark Ralph | 3:25     |  |
| 5.  | «Enjoy Your Life»                      | Marina Diamandis · Noonie Bao · Oscar Holter                                                            | Oscar Görres · Oscar Holter                | 3:37     |  |
| 6.  | «True»                                 | Marina Diamandis · Noonie Bao · Oscar Görres · Oscar Holter                                             | Oscar Görres                               | 3:30     |  |
| 7.  | «To Be Human»                          | Marina Diamandis                                                                                        | Joel Little                                | 4:07     |  |
| 8.  | «End of the Earth»                     | Marina Diamandis · Joseph Janiak · James Flannigan                                                      | James Flannigan                            | 3:42     |  |

Love + Fear – Fear

| N.º | Título              | Escritor(es)                                                               | Productor(es)               | Duración |  |
| 9.  | «Believe in Love»   | Marina Diamandis · Oscar Görres                                            | Oscar Görres                | 3:32     |  |
| 10. | «Life Is Strange»   | Marina Diamandis · Joel Little                                             | Joel Little                 | 3:16     |  |
| 11. | «You»               | Marina Diamandis · Joseph Janiak · Jack Patterson                          | Sam de Jong                 | 3:31     |  |
| 12. | «Karma»             | Marina Diamandis · Jack Patterson · Ben Berger · Ryan McMahon · Ryan Rabin | Jack Patterson · Mark Ralph | 3:24     |  |
| 13. | «Emotional Machine» | Marina Diamandis · Georgia Nott · Caleb Nott · Sam de Jong                 | Sam de Jong                 | 3:15     |  |
| 14. | «Too Afraid»        | Marina Diamandis · Justin Parker                                           | Sam de Jong                 | 3:23     |  |
| 15. | «No More Suckers»   | Marina Diamandis · Alex Hope · James Flannigan                             | Alex Hope · James Flannigan | 3:14     |  |
| 16. | «Soft to Be Strong» | Marina Diamandis · Rick Nowels                                             | Sam de Jong                 | 3:47     |  |